# Historia de Montenegro

Vías romanas en Montenegro.

La historia de Montenegro trata de los acontecimientos históricos en el territorio que actualmente es la República de Montenegro, independiente desde 2006.

## La Edad Media
Perturbada por las invasiones bárbaras, Justiniano la anexionó al Imperio bizantino y los eslavos poblaron siglos más tarde la región. Luego, hasta el siglo X el país se llamaba Dioclea, de cuya historia hay pocos datos conocidos: perteneció a diversos estados (Serbia, Bulgaria, Venecia y nuevamente Bizancio) aunque los intentos de emancipación comenzaron en el siglo XI con el Principado de Zeta, bajo la regencia de Esteban Vojislav (1031-1050), Miguel (1051-1082) y Bodin (1092-1101). Aunque posteriormente se inició un lento periodo de declive, caracterizado por gobiernos eclesiásticos y revueltas de los príncipes herederos contra los legítimos gobernantes peleando a su vez contra los turcos y venecianos, así como de las crudas masacres contra la población montenegrina.
Formó parte del Imperio serbio del Esteban Dušan y, cuando este se desintegró en el XIV, el territorio del moderno Montenegro quedó fundamentalmente en el principado de Zeta. El principado, independiente, abarcaba también gran parte del norte de la moderna Albania. Con el tiempo, los otomanos arrebataron al principado sus principales ciudades y las tierras más fértiles, las situadas a menor altura. El príncipe Iván Crnojević trasladó la capital a Cetiña, cerca del monte Lovćen, población que lo siguió siendo durante siglos. El cambio de la capital se considera a veces el acontecimiento que marca el fin del principado de Zeta y el surgimiento de Montenegro.

Los territorios venecianos en Montenegro en 1448.

Después del año mil, la República de Venecia empezó a dominar la costa de Montenegro y estableció la Albania veneciana, que duró desde 1420 hasta 1797 alrededor de la Bocas de Cattaro.
Una pequeña parte del actual Montenegro, llamado Sandžak, estuvo bajo control otomano entre 1498 y 1912, mientras que el resto del país permaneció bajo una forma de gobierno autónomo, especial dentro del Imperio otomano. Vladika Vavil, metropolitano de Zeta, fue elegido gobernador de Montenegro por sus clanes en 1516, y el país se convirtió en un estado teocrático no secular. Solo unos pocos pueblos del interior permanecieron dominados por los otomanos, pero, de hecho, las zonas rurales y montañosas eran autónomas y controladas por los clanes montenegrinos, una sociedad de guerreros.

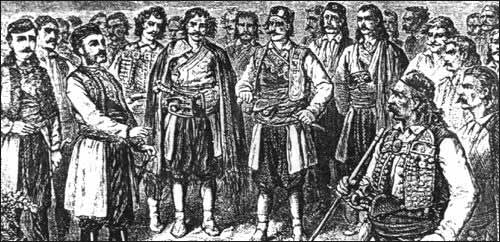
Miembros de un clan en asamblea en Cetiña.

El pueblo montenegrino estaba dividido en clanes (pleme). Los adultos eran guerreros y participaban en guerras. Los clanes era dirigidos por jefes, que eran los líderes militares de los clanes. Todos los líderes se reunían varias veces al año en asamblea (zbor), en Cetiña, donde tomaban decisiones sobre la nación, resolver asuntos de sangre y declarar guerras.
La zona independiente de Montenegro estaba dividida en tres zonas:
- Viejo Montenegro, que comprendía los territorios que abarcan las actuales ciudades de Cetiña y parte de Danilovgrad. Era el corazón de Montenegro y Cetiña era la capital. Los príncipes obispos (vlavikas) vivían y gobernaban desde Cetiña.

- Brda (Las Colinas), incluía los territorios del nordeste de Montenegro. Esta área también era conocida como Las siete colinas (Sedam Brda), porque estaba habitada por siete clanes montenegrinos: Vasojevići, Bjelopavlići, Piperi, Kuči, Bratonožići, Morača y Rovca.

- Vieja Herzegovina, un área al oeste de Montenegro que fue parte del estado medieval de corta duración de Herzegovina.

Los turcos no querían reconocer a Montenegro como independiente totalmente, aunque sí lo era para una parte de Europa. Un mapa italiano de 1500 muestra a Montenegro como independiente de los otomanos, mientras que los mapas posteriores muestran al territorio dentro de las fronteras otomanas hasta 1815. Sin embargo, estos pudieron someter y administrar las zonas montañosas de Montenegro obteniendo impuestos y tributos de los clanes guerreros durante quinientos años, y finalmente, en 1878, reconocieron su independencia.

## La teocracia
Desde 1516, Montenegro se rigió por una teocracia autorizada por el imperio otomano mediante la tutela de la familia Petrovic y mantuvo el país bajo cautela de invasiones venecianas y turcas, aunque le fue permitida los contactos con Rusia en el siglo XVIII, continuó pagando un impuesto especial al imperio otomano para conservar su estatus especial de autogobierno hasta 1878.
Pero también este sistema de autogobierno terminó en un declive bajo la autoridad de un ruso que se hacía pasar como Pedro III (Sćepan Mali), quién hizo una buena y pródiga administración pese a la desconfianza extranjera hasta que falleció en 1773.
La autoridad sobre el interior se la disputaron constantemente los clanes montenegrinos y la Sublime Puerta. Los Crnojević fueron perdiendo poder a lo largo de finales del siglo XV y principios del XVI. Los otomanos lograron colocar en el trono a su candidato, un hijo de Iván Crnojević, que administró el territorio en calidad de provincia otomana entre 1514 y 1528. La oposición a los otomanos, empero, fue constante y a lo largo del siglo XVI fue aumentando la autoridad de los metropolitanos de Cetiña en la región. En esencia, el territorio se transformó en una teocracia regida por príncipes-obispos que, desde la elección de Danilo I en 1696, pertenecieron ya siempre a la familia de este, los Petrović. La familia reinó en Montenegro hasta la Primera Guerra Mundial. Los obispos ortodoxos eran célibes y carecían por tanto de descendencia, por lo que el cargo pasaba de tío a sobrino, aunque en ocasiones no sin cierta oposición. El Estado fue secularizado por Danilo II en 1852. Pese a ello, el Imperio otomano consideraba la región parte de su territorio, al que concedió autonomía religiosa y administrativa; en la práctica, la oposición a la autoridad otomana fue constante y los intentos otomanos por imponerse fracasaron al menos parcialmente.
Los señores montenegrinos contaron con intermitente ayuda financiera rusa desde los tiempos de Pedro el Grande. Las relaciones entre Montenegro y Rusia fueron en general cordiales, aunque con altibajos y en parte interesadas por ambos lados. Austria, por el contrario, era vista por los montenegrinos como el enemigo tradicional a las aspiraciones serbo-montenegrinas.

## Hacia el Estado moderno
Con el reinado de Pedro I (1782-1830) se inició la formación del Estado montenegrino moderno, estableciéndose un código consuetudinario en 1798. El país, que comprendía territorialmente el área montañosa alrededor de Cetiña, se amplió gracias a una guerra ruso-turca, aunque no logró recuperar las Bocas de Kotor. Las ocupó brevemente tras la caída del Imperio Napoleónico —Napoleón de había apoderado de la plaza en 1805—, pero el Concierto europeo decidió otorgárselas a Austria, lo que perjudicó las relaciones entre Viena y Cetiña.
Con Pedro II (1830-1851) se limitó el gobierno tribal, aunque se creó un Senado con integrantes de las tribus y se organizó una guardia moderna que combatió frecuentemente a los turcos durante el resto del siglo XIX y parte del XX. El príncipe sostuvo a Francisco José I de Austria frente a sus súbditos rebeldes durante los levantamientos de 1848-1849, lo que favoreció las relaciones entre Montenetro y Austria.
Danilo I (1851-1860) continuó la modernización del país, aunque su reinado no estuvo exento de oposición tribal, cada vez más organizada, que culminó con el asesinato del monarca. Antes, este logró evitar que el país participase en la guerra de Crimea, mejoró las relaciones con la Francia de Napoleón III y venció a los turcos en la batalla de Grahovo en 1858.
En el largo reinado de Nicolás I (1860-1918), se contribuyó a consolidar la independencia del país en los tratados de San Stefano y de Berlín. Mantuvo ambiguas relaciones con Serbia, Austria-Hungría y Rusia y continuos altercados con el Imperio otomano. Mantuvo la expansión territorial del principado y casó a sus hijas y nietos con soberanos europeos. Esto último hizo que se lo apodase el «abuelo de Europa». El país disputó sucesivas guerras con los otomanos: una corta en 1862 en la que contó con el apoyo diplomático de Francia y Rusia; otra en 1876 suscitada por la revuelta en la vecina Herzegovina. El efímero Tratado de San Stefano dispuso que Montenegro triplicase su territorio y doblase la población, concesiones que quedaron notablemente reducidas en el Congreso de Berlín.
El principado-obispado se fue extendiendo lentamente a costa de los otomanos: en 1796 les arrebató la región de Brda, en el noreste. En 1799, el sultán reconoció temporalmente la independencia de Montenegro. La victoria montenegrina en Grahovo en 1858 permitió al principado hacerse con este y su comarca, además de con el distrito de Šavnik. El Congreso de Berlín le otorgó nuevos territorios y en 1880 obtuvo también el puerto de Dulciño. La siguiente expansión territorial se dio como consecuencia de las guerras balcánicas de 1912-1913.

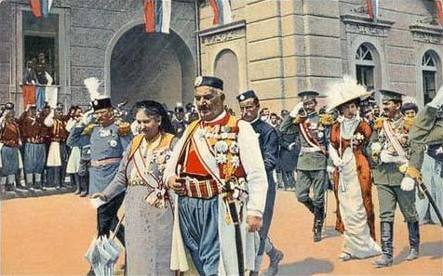
Proclamación del Reino de Montenegro.

## SigloXX

Evolución territorial entre 1830 y 1944:
Montenegro en el siglo XVIII
Expansión hasta 1830
Expansión 1830-1859
Expansión 1878
Expansión 1913
Expansión efímera tras la Primera Guerra Mundial
Expansión tras la Segunda Guerra Mundial

Antes de la Primera Guerra Mundial, Montenegro se alió con Grecia, Bulgaria y Serbia contra el Imperio otomano para expulsar a este de los Balcanes que aún estaba bajo dominio de los turcos; como resultado de las guerras de los Balcanes obtuvo Novi Pazar. El país alcanzó la categoría de reino en 1910 y aunque se promulgó la Constitución de 1905, el sistema parlamentario no se estableció como debía ser; surgieron brotes de oposición política entre los partidos provoŝi (realistas partidarios del autoritarismo monárquico) y klubaŝi (populares). Por la debilidad económica, el país entró en decadencia.
Ya en la guerra, Serbia y Montenegro se aliaron en contra del Imperio austrohúngaro, lo que motivó que este los invadiese; la invasión obligó al rey a exiliarse en Francia. La regencia quedó hasta el final del conflicto en manos del príncipe heredero.
En 1918, se abolió finalmente la monarquía y se procedió con Serbia a establecer una unión que culminaría con la creación de Yugoslavia, aunque sus tendencias de autonomía no fueron suprimidas y empezó a prosperar el comunismo como tendencia política en difusión.
En la Segunda Guerra Mundial, el país fue invadido por la Italia fascista (y después por la Alemania nazi). Los italianos le concedieron una breve independencia con el establecimiento en abril de 1941 del Estado Independiente de Montenegro, pero quedó anexionado a la Gobernación de Dalmacia del Reino de Italia la zona costera alrededor de Cattaro, que antaño había pertenecido a Venecia. 
En 1942 los ataques guerrilleros de Tito empezaron y continuaron de manera sangrienta en los años siguientes, especialmente desde que los alemanes ocuparon todo el Montenegro en septiembre de 1943. Para el 6 de enero de 1945, el país fue liberado por los partisanos comunistas y se reintegró a Yugoslavia como la República Socialista de Montenegro, una república federada socialista, y su capital se trasladó de Cetiña a Podgorica, renombrada Titogrado en honor del presidente Tito.
Con el fin de la gran Yugoslavia en 1991, Montenegro mantuvo su unión con Serbia y se involucró en la guerra contra Croacia y Bosnia-Herzegovina.

## sigloXXI
El 21 de mayo de 2006, en un plebiscito, el 55,5 % de la población apoyó la independencia de Montenegro, que fue proclamada el 3 de junio de 2006.
El 5 de junio de 2017 Montenegro se convirtió en el 29.º estado miembro de la Organización del Tratado del Atlántico Norte (OTAN).
En el año 2019 se desataron una serie de protestas por parte del clérico montenegrino en el contexto de la nueva "Ley sobre la Libertad de Religión o Creencia y el Estatuto Jurídico de las Comunidades Religiosas". Estas protestas determinaron la victoria de la iglesia ortodoxa Serbia en conjunto al final del mandato del PDSM en las elecciones del 2020, con la victoria por parte de los partidos opositores en la coalición Por el Futuro de Montenegro.

### Década del 2020
Para abril del 2021, una nueva ola de protestas se generaron en contra de la nueva ley de ciudadanía se generaron en las principales ciudades del país. Dicho movimiento se ha denominado como la Primavera Montenegrina.

#### Tiroteo en Cetiña
El 12 de agosto de 2022, se produjo un tiroteo masivo en Cetiña, que dejó diez muertos y seis heridos. El pistolero, identificado como Vučko Borilović, de 34 años, fue asesinado a tiros por un civil armado después de participar en un tiroteo con los oficiales que respondieron.Es el tiroteo masivo más mortífero en la historia de Montenegro.